# Comté (région naturelle d'Auvergne)
Pour les articles homonymes, voir Comté.
Ne doit pas être confondu avec Comté (Terre du Milieu).
La Comté (en occitan auvergnat : Comtadés) est une micro-région naturelle et historique située en Limagne, au cœur de l'Auvergne. Sa capitale est Vic-le-Comte.

## Situation
Cette micro-région de Grande Limagne est située au centre du département du Puy-de-Dôme, près de la ville de Vic-le-Comte. Elle est bordée au nord par la micro-région du Billomois et au sud par la Limagne d'Issoire. À l'est, elle fait transition avec les monts du Livradois.
Selon Derruau, la Comté comprend les territoires de treize communes : Saint-Julien-de-Coppel, Saint-Georges-sur-Allier, La Roche-Noire, Mirefleurs, Saint-Maurice, Vic-le-Comte, Parent, Yronde-et-Buron, Saint-Babel, Sallèdes, Pignols, Laps, et Busséol.

## Histoire

### Moyen-âge

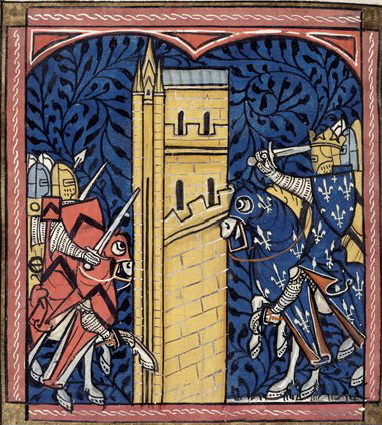
Guy II d'Auvergne combattant le roi de France Philippe-Auguste. Chroniques de Saint-Denis, British Library.

Après une campagne victorieuse contre Henri II d'Angleterre en 1188, le roi de France Philippe-Auguste, qui a succédé à Louis VII, s'approprie directement le comté d'Auvergne. Les guerres se poursuivant entre les rois de France et d'Angleterre, Richard Cœur de Lion ayant succédé à Henri II, les seigneurs auvergnats se voient contraints de prendre position. Le comte d'Auvergne Guy II, petit-fils de Guillaume VIII l'Ancien, se range derrière Richard Cœur de Lion, tandis que l'évêque de Clermont, Robert, frère de Gui II, prend parti pour Philippe-Auguste. Dès 1196 le conflit s'accentue et atteint son paroxysme en 1210 à Mozac entre partisans de Guy II d'Auvergne et partisans du roi de France. Ce moment marque le début de la guerre entre les deux États.
Malgré une alliance anglaise plus ou moins concrète et après plusieurs années de combat, le comte Guy II est défait par les armées du roi de France Philippe-Auguste lors du siège de Tournoël en décembre 1213. Une majorité de l'Auvergne est alors annexée au royaume de France. Cependant, un petit territoire situé au centre de la Limagne, autour de Vic-le-Comte, est laissé à Guy II auquel l'on garantit l'indépendance.
Le grand comté d'Auvergne a donc été découpé en deux parties : la première est revenue au royaume de France et a pris le nom de « Terre d'Auvergne », sa capitale était Riom. La deuxième, bien plus petite, est restée indépendante et a reçu le nom de « Comté » ; les comtes d'Auvergne ont fait de Vic-le-Comte leur nouvelle capitale,.
La Comté d'Auvergne restera dans les mains comtales jusqu'au mariage de Catherine de Médicis, comtesse d'Auvergne avec le roi Henri II en 1533.